# Platarctia parthenos
Platarctia parthenos là một loài bướm đêm thuộc phân họ Arctiinae, họ Erebidae.